# Ulrich Wüst
Ulrich Wüst (* 12. Mai 1949 in Magdeburg) ist ein deutscher Fotograf.

## Leben
Wüst absolvierte von 1967 die Erweiterte Oberschule mit einer Berufsausbildung als Betonbauer mit Abitur. Von 1967 bis 1972 studierte er an der Hochschule für Architektur und Bauwesen Weimar mit dem Abschluss als Ingenieur für Stadtplanung. 1972 zog er nach Ost-Berlin, wo er bis 1978 als Städtebauer und Architekt und von 1979 bis 1983 als Bildredakteur der Zeitschrift Farbe und Raum tätig war. Als freischaffender Fotograf arbeitet Wüst seit 1984.
Ulrich Wüst lebt in Berlin und Schönhof/Mecklenburg

## Einzelausstellungen (Auswahl)
- 2024 Wandern in Geschichte. Die Fotografie von Ulrich Wüst, RMIT Gallery Melbourne, Australien[1], Tourneeausstellung des ifa – Institut für Auslandsbeziehungen
- 2023 HALTEPUNKTE, Kunstmuseum Magdeburg
- 2023 Wandern in Geschichte. Die Fotografie von Ulrich Wüst, Goeun Museum of Photography, Busan, Republik Korea, Tourneeausstellung des ifa – Institut für Auslandsbeziehungen
- 2021 Hartmann projects, Stuttgart, Katalogbuch
- 2020 ngbk, station urbaner kulturen, Berlin (mit Helga Paris)
- 2019 Flachland, Fotografische Sammlung – Schloss Kummerow
- 2017 Stadtbilder | Nachlass, Christopher Grimes Gallery, Santa Monica, Kalifornien
- 2017 Topografien, Loock Galerie, Berlin (mit Alec Soth und Natalia Stachon)
- 2016 Public and Private: East Germany in Photographs by Ulrich Wüst, Chrysler Museum of Art, Norfolk, Virginia, USA
- 2016 In der Stadt, dkw. Kunstmuseum Dieselkraftwerk Cottbus
- 2016 Stadtbilder / Spätsommer / Randlagen, C/O Berlin (Katalog)
- 2016 Die Pracht der Macht – Fotografien von Ulrich Wüst, Kunsthaus Dahlem, Berlin
- 2015 Public and Private: East Germany in Photographs by Ulrich Wüst, MIT Museum, Kurtz Gallery, Cambridge, Massachusetts, USA
- 2015 Ein Konvolut von Fotografien aus Magdeburg zwischen 1981 und 2000, Kunstmuseum Magdeburg
- 2014 Übergänge, Loock Galerie, Berlin
- 2013 Index/ Berlin Leporellos, Collection Regard, Berlin (Katalog)
- 2012 Galerie Leo Coppi, Berlin (mit Werner Stötzer)
- 2012 Verbindungsbüro des Bundestages bei der EU, Brüssel, Belgien
- 2011 Galerie Leo Coppi, Berlin (mit Wolfgang Leber und Michael Schoenholtz)
- 2009/2010 Spätsommer, Galerie Pankow, Berlin und Lindenau-Museum Altenburg (Katalog)
- 2009 Jahrebuch, Leonhardi-Museum, Dresden (Katalog)
- 2007 Die Stadt – Schattierungen der Fremdheit, Wrocław (mit Andreas Rost) (Katalog)
- 2006 Goethe-Institut, Prag, Tschechien
- 2005 Irrfahrten, Guardini Galerie, Berlin
- 2001 Museum Vukovar, Kroatien (mit Jan Banning)
- 2001 Kunstmuseum Magdeburg (Katalog)
- 2001 Ephraimpalais, Berlin (mit Rolf Lindemann)
- 2000 Galerie Bodo Niemann, Berlin
- 2000 Galerie Tumulka, München (mit André Kirchner und Wolfgang Ritter)
- 1998 Galerie argus, Berlin
- 1998 Das Eigene im Anderen – das Andere im Eigenen, Centro de la Imagen, Mexiko-Stadt, Mexiko (mit Adrian Bodek) (Katalog)
- 1995 The Photographers Gallery, Saskatoon, Kanada
- 1993 Abschlußball, Neue Gesellschaft für Bildende Kunst, Haus am Kleistpark, Berlin (Katalog)
- 1991 Trilogie, Galerie Vier, Berlin (Katalog)
- 1991 Friedrich-Naumann-Stiftung, Königswinter (mit Arno Fischer)
- 1989 Budapesti Fotóclub, Budapest, Ungarn (Katalog)
- 1988 Fragmente, Galerie Zango, München
- 1986 Fotogalerie Helsingforser Platz, Ost-Berlin (Katalog)

## Gruppenausstellungen (Auswahl)
- 2020 Diversität der Moderne. 100 Jahre Groß-Berlin, Haus am Kleistpark, Berlin (Katalog)
- 2020 Berlin, 1945–2000: A Photographic Subject, Stiftung Reinbeckhallen Sammlung für Gegenwartskunst, Berlin (Katalog)[2][3]
- 2020 Revision: Peripherie als Ort. Das Hellersdorf-Projekt. Fotoserien von Helga Paris und Ulrich Wüst, nGbK neue Gesellschaft für bildende Kunst, station urbaner kulturen, Berlin
- 2020 PROVINCIA, Fotografische Sammlung – Schloss Kummerow
- 2019 Moderne. Ikonografie. Fotografie. Das Bauhaus und die Folgen, Kunstmuseum Magdeburg (Katalog)
- 2019 Vom Leben in Industrielandschaften – Eine fotografische Bestandsaufnahme, Leopold-Hoesch-Museum, Düren
- 2019 Construct NYC, Litauische Martynas-Mažvydas-Nationalbibliothek, Vilnius, Litauen
- 2019 Restless Bodies – Photography in East Germany from 1980 to 1989, Rencontres de la Photographie, Arles, Frankreich (Katalog)
- 2019 Von Ferne: Bilder zur DDR, Museum Villa Stuck, München (Katalog)
- 2019 1989. The End of the 20th Century, IVAM Institut Valencià d’Art Modern, Valencia, Spanien
- 2019 Palast der Republik – Utopie, Inspiration, Politikum, Kunsthalle Rostock
- 2019 SIBYLLE – Die Fotografen, Willy-Brandt-Haus, Berlin
- 2018 Divided We Stand, Busan Biennale 2018, Südkorea
- 2018 The Inner Eye, Side Photographic Gallery, Newcastle, Vereinigtes Königreich
- 2018 SIBYLLE 1956–1995. Zeitschrift für Mode und Kultur, Kunstgewerbemuseum, Staatliche Kunstsammlung, Dresden
- 2018 GELD – WAHN – SINN, Die Sammlung Haupt in den Reinbeckhallen, Berlin
- 2018 Made In Berlin, CAMERA WORK, Berlin
- 2018 GEFUNDEN, Sandau & Leo Galerie, Berlin, Katalog
- 2017 Blick Verschiebung, ZKR – Zentrum für Kunst und öffentlichen Raum Schloss Biesdorf, Berlin
- 2017 Für Die Ewigkeit – Archivarische Strategien in der Kunst, Kunstraum Alexander Bürkle, Freiburg
- 2017 SIBYLLE – Die Fotografen, Opelvillen Rüsselsheim
- 2017 documenta 14, Kassel/Athen (Katalog)
- 2017 Topografien, Loock Galerie, Berlin
- 2017 Die Fotografierte Ferne – Fotografen auf Reisen (1880–2015), Berlinische Galerie Berlin (Katalog)
- 2017 KAPITALSTRÖMUNG, Kunsthalle Tübingen (Katalog)
- 2017 lieux de mémoire | Erinnerungsorte, Pavlov’s Dog, Berlin
- 2017 Fotografische Inkunabeln aus der Sammlung Kahmen, Stiftung Insel Hombroich, Neuss
- 2017 Perspektive, Galerie Leo.Coppi, Berlin
- 2016 SIBYLLE – DIE AUSSTELLUNG, Kunsthalle Rostock (Katalog)
- 2016 KREUZBERG – AMERIKA, Werkstatt für Photographie 1976–86, C/O Berlin (Katalog)
- 2016 Dokumente des Vergänglichen. Die Collection Regard in Paris, Goethe-Institut, Paris, Frankreich
- 2016 Ende vom Lied, Künstlerhaus Bethanien, Berlin (Katalog)
- 2016 In Deutschland: Reloaded (II), Kicken Berlin
- 2015 Berliner Bilder, Galerie Leo.Coppi, Berlin
- 2015 Dekalog, Guardini Galerie, Berlin
- 2014 Außer / Planmäßig, Burg Galerie, Halle (Katalog)
- 2013 Heimat, Kunsthalle HGN, Duderstadt (Katalog)
- 2013 Concrete – Fotografie und Architektur, Fotomuseum Winterthur (Katalog)
- 2013 Weltreise, IfA und ZKM Karlsruhe
- 2012 Abschied von Ikarus, Klassik Stiftung Weimar (Katalog)
- 2012 Geschlossene Gesellschaft, Berlinische Galerie, Berlin (Katalog)
- 2011 Architektur in der Kunst, Kunsthalle Bahnitz (Katalog)
- 2010 Ein neuer Blick. Architekturfotografie aus den Staatlichen Museen zu Berlin. Kunstbibliothek, Berlin (Katalog)
- 2010 Ostdeutsche Fotografie, Ludwig Forum für Internationale Kunst, Aachen
- 2009 East – Zu Protokoll, Museum der bildenden Künste Leipzig (Katalog)
- 2009 Kunst und Revolte ‚89. Übergangsgesellschaft. Porträts und Szenen 1980–1990, Akademie der Künste, Berlin (Katalog)
- 2009 Art of Two Germanys/Cold War Cultures, Los Angeles County Museum of Art, USA (Katalog)
- 2007 Die Elbe (in) between, Kunstmuseum Magdeburg (Katalog)
- 2007 Altenburg: Provinz in Europa, Lindenau-Museum Altenburg (Katalog)
- 2007 Do Not Refreeze, Manchester und London, Vereinigtes Königreich (Katalog)
- 2005 Berlin – Provence, Aix-en-Provence, Frankreich (Katalog)
- 2004 Schrift Bilder Denken. Walter Benjamin und die Kunst der Gegenwart, Haus am Waldsee, Berlin (Katalog)
- 2004 Within and Beyond The Wall, Harbourfront Centre, Toronto, Kanada (Katalog)
- 2003 Klopfzeichen – Kunst und Kultur der 80er Jahre in Deutschland, Museum der Bildenden Künste, Leipzig und Museum Folkwang, Essen (Katalog)
- 2003–2013 Die ganze Stadt, weltweite Tourneeausstellung des Instituts für Auslandsbeziehungen e.V. (ifa)
- 2001 City Scape East, Bauhaus Dessau (Katalog)
- 1998 Allianz Kunstprojekt Treptowers, Berlin (Katalog)
- 1998 Signaturen des Sichtbaren – Ein Jahrhundert der Fotografie in Deutschland, Galerie am Fischmarkt, Erfurt (Katalog)
- 1997 7th International Bienial of Photography, Turin, Italien (Katalog)
- 1997 Positionen Künstlerischer Photographie in Deutschland seit 1945, Martin-Gropius-Bau, Berlin (Katalog)
- 1995 Stillstand – Studies in German Art, For Art Gallery, Oslo, Norwegen (Katalog)
- 1994 Memento. Positionen zeitgenössischer Kunst aus Berlin, Galerie der Hauptstadt Prag, Tschechien (Katalog)
- 1992 Images of a City – Five Photographers from Berlin, National Building Museum, Washington D.C., USA (Katalog)
- 1992–1999 Zustandsberichte – Deutsche Fotografie der 50er bis 80er Jahre in Ost und West, weltweite Tourneeausstellung des Instituts für Auslandsbeziehungen e.V. (ifa)
- 1988 Zwischen Elbe und Wolga, 16 Fotografen aus Osteuropa und der DDR, Städtische Galerie im Lenbachhaus, München (Katalog)
- 1987 Prix Air France. Centre National de la Photographie, Paris, Frankreich
- 1986: Berlin, Marstall („Fotografie: Realität, Vernunft, Kunst“)
- 1986 Fotografie in der Kunst der DDR, Staatliche Kunstsammlungen Cottbus
- 1985: Berlin, Nationalgalerie („Auf gemeinsamen Wegen“. Kunstausstellung zum 40. Jahrestag der Befreiung.)
- 1982/1983 und 1987/1988: Dresden, IX. und X. Kunstausstellung der DDR
- 1982: Berlin, Bezirkskunstausstellung, Gebrauchsgrafik

## Preise und Stipendien
- 2021 Kunstpreis des Landes Sachsen-Anhalt
- 2000 Helen Abbott Preis
- 1998 Stipendium Bildende Kunst, Kultusministerium Sachsen-Anhalt
- 1998 Stipendium der Stiftung Kunstfonds, Bonn
- 1994 Stipendium Senatsverwaltung für kulturelle Angelegenheiten, Berlin
- 1991 Stipendium Kulturfonds, Berlin

## Publikationen (Auswahl)
- F. C. Gundlach (Hrsg.): Zwischenzeiten – Bilder ostdeutscher Photographen., Richter-Verlag, Düsseldorf 1991
- Alexander Haeder/Ulrich Wüst, Prenzlauer Berg – Besichtigung einer Legende., edition q, Berlin 1994
- Ulrich Wüst, Berlin Mitte., Verlag der Kunst, Amsterdam/Dresden 1997
- Maurice Blanchot, Fragment um ein Fragment: Der Traum ohne Träumer., Edition Quatre en Samisdat, Berlin 1997
- Ulrich Domröse/Jack Gelfort (Hrsg.): Peripherie als Ort – Das Hellersdorf Projekt., Arnoldsche Verlagsanstalt, Stuttgart 1999
- Ulrich Wüst, Morgenstrasse., Verlag Janos Stekovics, Halle/S. 2001
- Ulrich Wüst, Hauptstadt. Berlinbilder., Berlin Edition, Berlin 2002
- Die ganze Stadt., Institut für Auslandsbeziehungen, Stuttgart 2003
- Ulrich Wüst, Kopfreisen und Irrfahrten., Verlag der Buchhandlung Walther König, Köln 2004
- Ulrich Wüst, geschlossen., Lindenau-Museum, Altenburg 2007
- Ulrich Wüst, Jahrebuch, Leonhardi-Museum / Verlag für moderne Kunst Nürnberg, Nürnberg 2009
- Ulrich Wüst, Spätsommer, Galerie Pankow / Lindenau-Museum Altenburg, 2009
- Ulrich Wüst, Stadtbilder, Collection Regard, Berlin, 2013
- Ulrich Wüst, Später Sommer/Letzter Herbst, Kehrer Verlag, Heidelberg/Berlin 2016
- Ulrich Wüst, Köln, Verlag Bernd Detsch, Köln 2018
- Dirk Biermann, Klaus Theo Brenner, Ulrich Wüst, Silent Rooms, JOVIS Verlag, Berlin 2018
- Ulrich Wüst, Randlage. Die Gemeinde Nordwestuckermark, mit einem Text von Saša Stanišić, Edition Braus, Berlin 2019
- Ulrich Wüst, Stadtbilder 1979–1985, Hartmann Books, Stuttgart 2021
- Gary van Zante THE PRESENCE OF SOMETHING PAST. ULRICH WÜST PHOTOGRAPHS, Kerber Verlag, Bielefeld/Berlin 2022
- Wandern in Geschichte. Die Fotografie von Ulrich Wüst, ifa – Institut für Auslandsbeziehungen (Hg.), Spector Books, Leipzig 2023

## Werke in Sammlungen (unvollständig)
- Berlinische Galerie, Photographische Sammlung[4]
- Kunstmuseum Dieselkraftwerk Cottbus (Brandenburgische Kunstsammlungen)
- Busch-Reisinger Museum, Cambridge, Massachusetts, USA
- Chrysler Museum of Art, Norfolk, Virginia, USA
- Deutsche Börse Photography Foundation, Frankfurt a. M.
- Deutsche Genossenschaftsbank, Frankfurt a. M.
- Deutsches Historisches Museum, Berlin
- fondazione MAST, Bologna, Italien
- Galerie der Stadt Esslingen
- Harvard Art Museum, Cambridge, Massachusetts, USA
- Institut für Auslandsbeziehungen, Stuttgart
- Kunstmuseum Magdeburg
- Kunstsammlung des Deutschen Bundestages, Berlin
- Kunstsammlung Willy-Brandt-Haus, Berlin
- Lindenau-Museum Altenburg
- Märkisches Museum, Berlin
- Museum Folkwang, Essen
- Milwaukee Art Museum, Milwaukee, USA
- National Gallery of Victoria Collection, Melbourne, Australien
- n.b.k. – Neuer Berliner Kunstverein, Berlin
- Pinakothek der Moderne, München
- Sammlung des Bundesrates
- Sammlung des Bundestages
- Sammlung Industriekultur, Berlin
- Sammlung zeitgenössischer Kunst der Bundesrepublik Deutschland
- Sprengel Museum Hannover
- Staatliche Kunstsammlungen Dresden, Kupferstichkabinett Dresden
- Stiftung Moritzburg / Kunstmuseum des Landes Sachsen-Anhalt
- Stiftung Preußischer Kulturbesitz, Staatliche Museen zu Berlin, Kupferstichkabinett Berlin
- Staatsgalerie Stuttgart
- Verbundnetz Gas AG, Leipzig
- Vereins- und Westbank AG, Hamburg

## Belege
1. ↑  https://artblart.com/2024/04/12/review-wanderings-about-history-the-photography-of-ulrich-wust-at-the-rmit-gallery-melbourne/
2. ↑  Reinbeckhallen »Berlin, 1945–2000: A Photographic Subject«, kunstleben-berlin.de vom 1. Oktober 2020, abgerufen am 2. Juli 2021.
3. ↑  „Berlin im Zeitraffer“, monopol-magazin.de vom 21. September 2020, abgerufen am 2. Juli 2021.
4. ↑  Sammlung Online | Berlinische Galerie | Ihr Museum für moderne und zeitgenössische Kunst in Berlin. Abgerufen am 9. Dezember 2023.

| Personendaten    | Personendaten      |
| ---------------- | ------------------ |
| NAME             | Wüst, Ulrich       |
| KURZBESCHREIBUNG | deutscher Fotograf |
| GEBURTSDATUM     | 12. Mai 1949       |
| GEBURTSORT       | Magdeburg          |